# 急診醫學
急診醫學（emergency medicine）又稱急症醫學、急救医学、急救医疗，為一醫學專科，诊治急性或危重患者的临床学科。急诊医学的学问在于如何迅速、有效地抢救急、危病例，包括处理各种特发灾害中的伤病（创伤或疾病）人员。
急诊科的病患多半是未分科，也沒有預約掛號。急診医生負責使病患清醒，穩定其病情，開始檢查和治療，以及急性期診斷和治療疾病措施，與專科醫師協調治療，以及確定患者需要入院，觀察或出院的處置方式。急診醫生一般會在醫院急诊室、院前緊急醫療服務和加護病房，有時也會進行初級照護，例如緊急護理診所。